# Železniška postaja Savski Marof
Železniška postaja Savski Marof je ena izmed železniških postaj na Hrvaškem, ki oskrbuje bližnje naselje Savski Marof. Postaja je najprometnejši železniški mejni prehod s Slovenijo.
Predhodna postaja je Dobova(SLO), naslednja postaja je pa Brdovec.